# Bruselj (občina)
Bruselj (francosko Ville de Bruxelles ali Bruxelles-Ville, flamsko/nizozemsko Stad Brussel ali Brussel-Stad) je občina v Belgiji, največja od 19 občin, ki sestavljajo regijo Bruselj. Po belgijski ustavi je glavno mesto Belgije v ožjem pomenu besede, čeprav v praksi kot glavno mesto obravnavamo celotno regijo.
Občina obsega staro mestno jedro, severne obronke mesta z okrožji Haren, Laeken in Neder-Over-Heembeek ter Avenue Louise/Louizalaan in park Bois de la Cambre/Ter Kamerenbos južno od središča Bruslja. V začetku leta 2018 je imela 179.277 prebivalcev. Kot ostale bruseljske občine je dvojezična, z uradnima jezikoma francoščino in flamščino.